# Сидарто Данусуброто
Сидарто Данусуброто (индон. Sidarto Danusubroto; род. 11 июня 1936, Пандегланг) — индонезийский политический деятель. Председатель Народного консультативного конгресса Индонезии (2013—2014), член Демократической партии борьбы Индонезии.